# Parque de ciência e tecnologia
Um parque de ciência e tecnologia, por vezes designado como parque de ciência, parque de tecnologia ou tecnopolo, é um centro tecnológico que reúne, num mesmo lugar, diversas atividades de pesquisa e desenvolvimento (P&D) em áreas de alta tecnologia, como institutos, centros de pesquisa, empresas e universidades, o que facilita os contatos pessoais e institucionais entre esses meios, produzindo uma economia de aglomeração ou de concentração espacial do desenvolvimento tecnológico. O efeito de sinergia facilita o desenvolvimento de inovações técnicas, novos processos e novas ideias. Os tecnopolos, geralmente, concentram grande quantidade de mão de obra altamente qualificada, como pesquisadores e professores universitários, geralmente com pós-graduação de alto nível (doutorado ou pós-doutorado), assim como mercado consumidor.

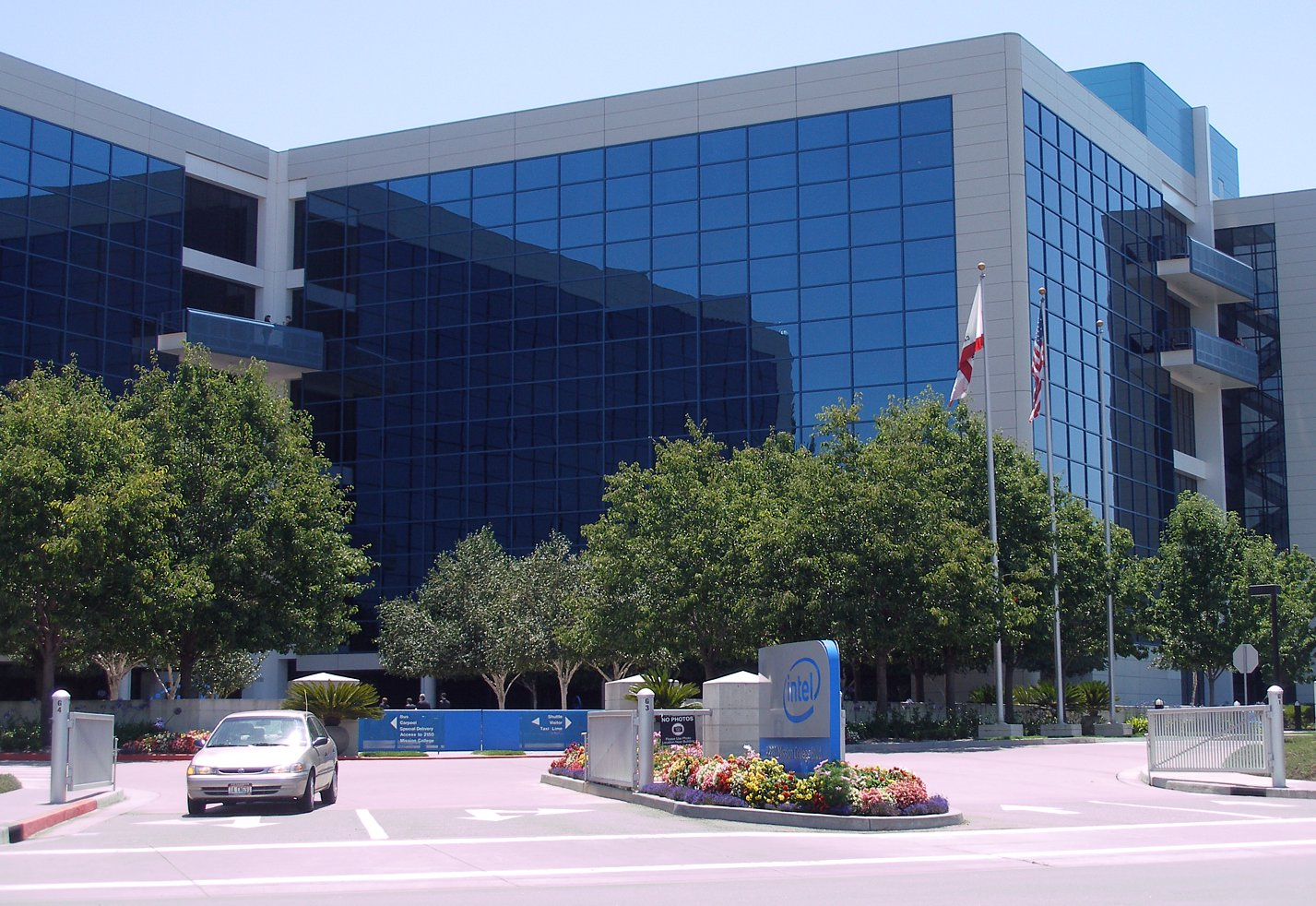
Sede da Intel em Santa Clara, na Califórnia, nos Estados Unidos

Ligados à chamada "Terceira Revolução Industrial", os tecnopolos representam, hoje, o que as grandes regiões industriais representavam na primeira revolução industrial.
Os primeiros espaços deste tipo foram criados nos Estados Unidos, quando a Intel, juntamente com a universidade de Stanford, na Califórnia e a UCLA, criaram um polo de desenvolvimento tecnológico na área de computação e informática que ficou conhecido como Vale do Silício (Silicon Valley). A construção do Stanford Industrial Park agregou novos elementos à longa tradição da região em pesquisas militares voltadas para o setor aeronáutico e de comunicações, que incluíam instalações da NACA (posteriormente NASA), laboratórios da Bell (Bell-Lab), a Lockheed e a Fairchild Semiconductor. A interação entre instituições de pesquisa civis e militares, universidades e empresas foi decisiva para aglutinar os esforços empresariais de criação de um polo de alta tecnologia na Califórnia. Dentre as empresas mais importantes da região, destacam-se a Intel, IBM, Apple Inc., Cisco, Microsoft, AMD, Xerox, Lockheed, Boeing, dentre outras empresas de informática, computação, robótica, de material bélico e aeroespaciais.
Nas décadas seguintes, diversos polos semelhantes foram instalados em outros lugares do mundo, especialmente Europa e Japão, geralmente apoiados pelos governos locais e pelo governo federal destes países.
Alguns tecnopolos acabaram se especializando em modalidades específicas de pesquisa, como o Vale do Silício, na Califórnia (que é um polo na área de computação e informática) e o Research Triangle Park, na Carolina do Norte (que é um polo especializado em biotecnologia).
Em muitos países, os tecnopolos foram planejados por governos, incluindo vários centros de pesquisa e desenvolvimento de tecnologias de ponta em áreas distintas, como é o caso do principal tecnopolo japonês: Tsukuba, que reúne, na mesma cidade, a agência Nacional Espacial do Japão (Nasda), o Instituto Nacional de Ciência e Tecnologia Industrial Avançada (AIST) e a universidade de Tsukuba.
Na Europa, destacam-se os tecnopolos existentes na França, como o Sophia Antipolis, criado próximo a Nice, a partir da década de  1970, ou o tecnopolo de Edimburgo, ligado à universidade de Edimburgo, na Escócia.
Em Portugal, destaca-se o Tecnopolo da Madeira, que reúne centros de pesquisa em biotecnologia e nanotecnologia e o TagusPark, voltado para a área de tecnologia de computação e informática.
Devido ao alto custo e à necessidade de infraestrutura específica e à necessidade da proximidade de centros de pesquisa, os tecnopolos geralmente se organizam ao redor de universidades, que recebem subsídios do governo e de companhias privadas. Junto das universidades, surgem centros de pesquisas (sejam eles particulares ou governamentais), assim como novas empresas e indústrias de ponta.
Uma lógica semelhante à dos modernos tecnopolos foi desenvolvida na ex-URSS, quando o governo soviético passou a reunir nos mesmos centros de pesquisa e desenvolvimento cientistas e indústrias, para gerar simultaneamente economia de escala e de aglomeração. Estes polos tecnológicos tinham objetivos prioritariamente militares ou aeroespaciais, reunindo pesquisadores de OKBs e envolveu os principais centros de desenvolvimento de tecnologia de ponta na ex-URSS, os chamados OKBs (em russo: Опытное конструкторское бюроe) e os institutos de Pesquisa e Desenvolvimento soviéticos (NII's, em inglês Scientific-Research Institutes, ou em russo:  аучно-исследовательский институт). A principal diferença desses centros de pesquisa e desenvolvimento soviéticos para os tecnopolos típicos existentes em outros países é que, geralmente, os polos tecnológicos soviéticos eram altamente especializados em um único tipo de tecnologia, produto ou serviço, tinham baixo grau de integração com outros centros (eram relativamente isolados) e, geralmente, produziam os protótipos dos produtos no mesmo laboratório ou centro em que este era desenvolvido. Um dos OKBs mais famosos é o OKB-51, onde o cientista e projetista Pavel Sukhoi liderou um grupo de cientistas no desenvolvimento da linhagem de aviões Sukhoi, hoje transformada em uma empresa.

## Tecnopolos no Brasil

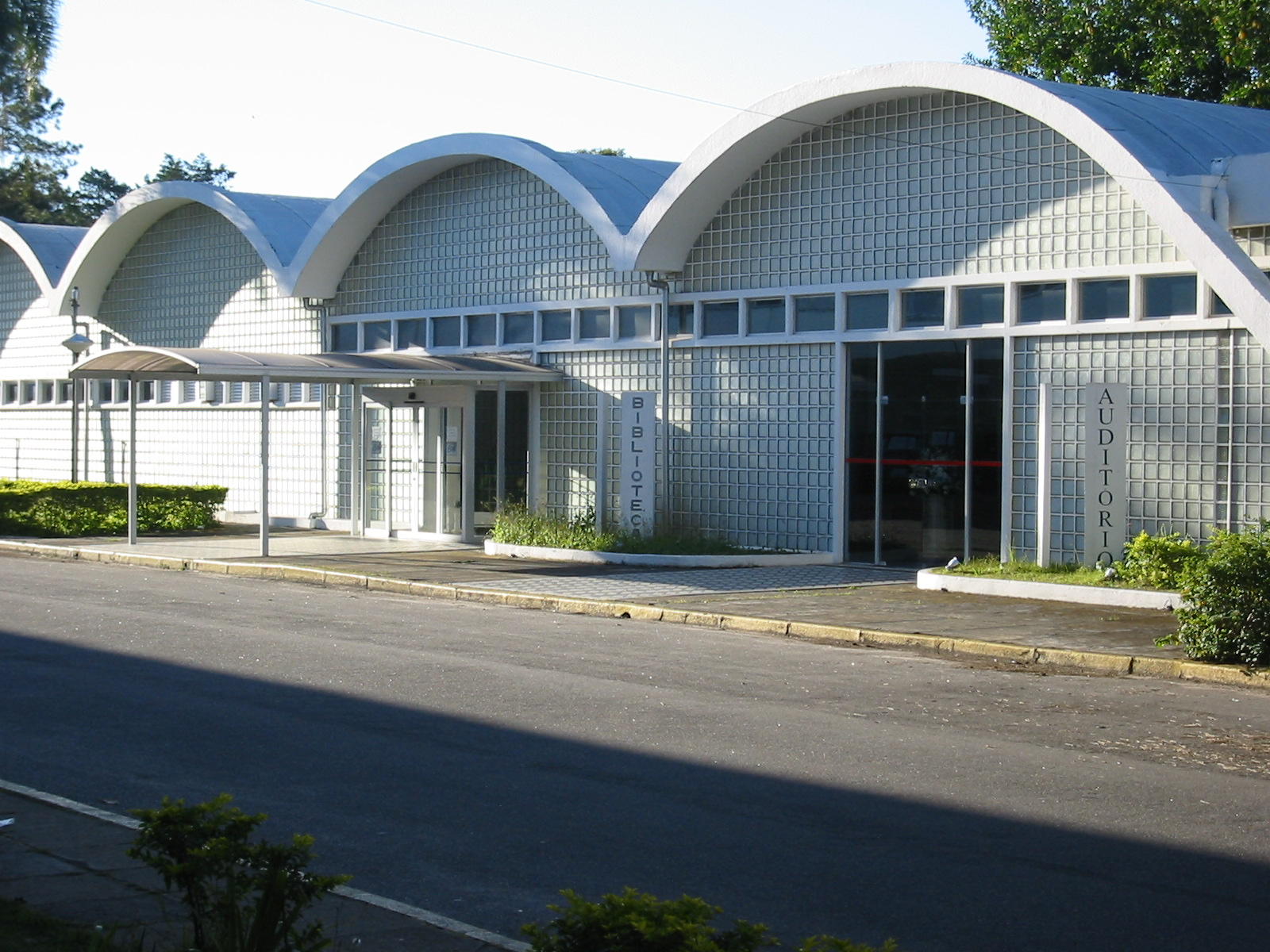
Instalações do ITA em São José dos Campos

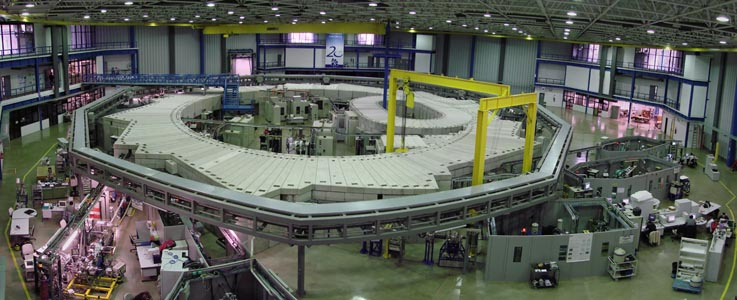
Laboratório de Luz Síncrotron em Campinas

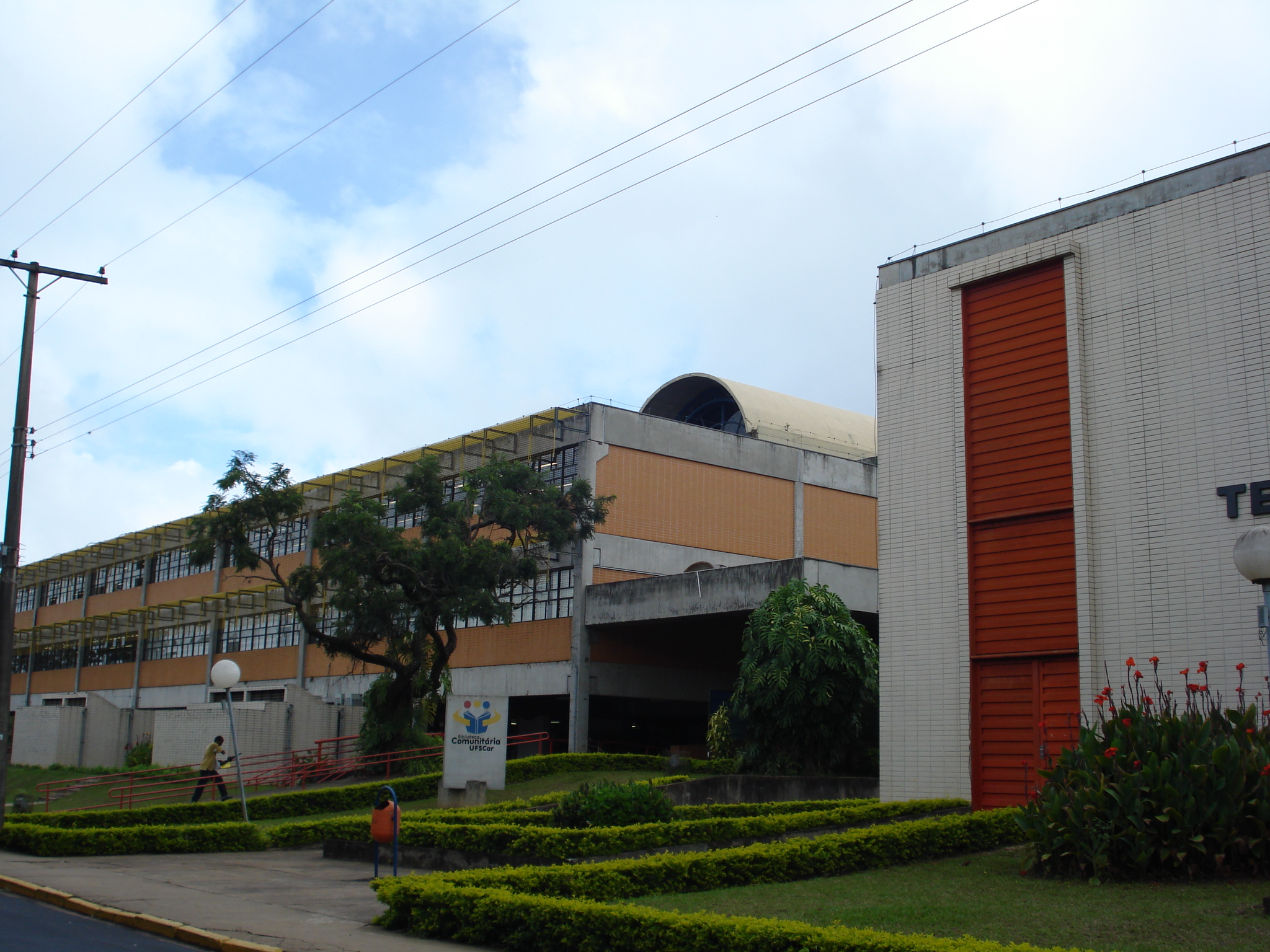
Universidade Federal de São Carlos

No Brasil, os tecnopolos também estão diretamente ligados a processos de planejamento envolvendo governo, universidades e empresas, com destaque especial para os incentivos do estado em prol do desenvolvimento tecnológico. Por isso, os poucos tecnopolos do país estão intimamente ligados a grandes universidades públicas ou a centros de pesquisa ligados ao governo.
Alguns dos mais importantes tecnopolos brasileiros estão no interior do estado de São Paulo, como é o caso do maior deles, que ficou  conhecido como "Vale do Silício brasileiro", localizado em Campinas, que reúne, no mesmo polo tecnológico, unidades de pesquisa e laboratórios da UNICAMP, do Centro de Pesquisa e Desenvolvimento em Telecomunicações CPqD (criado pela antiga Telebrás, da Pontifícia Universidade Católica de Campinas (PUCAMP), o Laboratório Nacional de Luz Síncrotron, o Instituto de Pesquisas Renato Archer (CenPRA), uma unidade da Embrapa, dentre outros institutos e centros de pesquisa. O tecnopolo de Campinas reúne, ainda, empresas como a IBM, Lucent, Samsung, Nortel, Compaq, Motorola, Dell, Fairchild, Huawei, 3M, Texas Instruments, Celestica, Solectron e Bosch, além de vários parques industriais e incubadoras de empresas de alta tecnologia nas áreas de microeletrônica, computação, software e telecomunicações.
Outro importante tecnopolo dessa região é a cidade de São Carlos, cujo parque tecnológico reúne importantes universidades como a USP de São Carlos, a Universidade Federal de São Carlos UFSCar, um centro de pesquisas Embrapa e ainda duas universidades particulares, UNICEP e FADISC, além de diversas fundações e centros de pesquisa, como a Fundação ParqTec, o CEAT (Centro Empresarial de Alta Tecnologia), o Cetesc (Centro de Inovação Tecnológica), e o Cedin (Centro de Desenvolvimento de Indústrias Nascentes) e o parque EcoTecnológico Damha. A cidade conta com unidades industriais da Volkswagen, Faber-Castell, Electrolux, Tecumseh, Opto Eletrônica, Sixtron Company, Symetrix Corporation e o Centro Tecnológico da TAM,
O maior polo tecnológico na área aeronáutica e espacial do Brasil está na cidade de São José dos Campos, cidade que é considerada o "tecnopolo aeroespacial brasileiro". Este tecnopolo nasceu em torno da sinergia criada entre o Instituto Tecnológico de Aeronáutica (ITA), o Centro Tecnológico Aeroespacial (CTA) e o Instituto Nacional de Pesquisas Espaciais (INPE), Instituto de Aeronáutica e Espaço, posteriormente integrados aos centros de pesquisa da Embraer e da Avibrás, assim como às instalações da Agência Espacial Brasileira localizadas na cidade. Outras empresas de produtos e serviços para aeronáutica foram instaladas na cidade. Recentemente, o ITA criou o primeiro mestrado profissional em turbinas a gás do país, integrando indústria aeronáutica e centros de pesquisa. O Parque Tecnológico de São José dos Campos, do Sistema Paulista de Parques Tecnológicos, é um dos mais avançados do Brasil.
Estes tecnopolos, somados aos centros de pesquisa e laboratórios das demais universidades públicas da região, fazem com que o interior do estado de São Paulo represente um quarto da produção científica do país.
Novos polos tecnológicos estão sendo planejados ou estão em processo de implementação em cidades onde já existem Parques Tecnológicos e grandes universidades, o que pode transformar estes novos centros de pesquisa em tecnopolos típicos. Dentre estes, destacam-se:
- BH-TEC ou Parque Tecnológico de Belo Horizonte em Belo Horizonte (MG), ligado à UFMG;
- Tecnopolo de Londrina, ligado à UEL e PUC-PR;
- Tecnopolo Farmacêutico e Biotecnológico do Pernambuco, ligado à UFPE;
- Parque de Ciência e Tecnologia Guamá, ligado à UFPA e UFRA em Belém.
- Tecnopolo do Petróleo na ilha do Fundão, dedicado ao desenvolvimento tecnológico no setor de petróleo, gás e energia, que está sendo construído em um dos campus da UFRJ, no Rio de Janeiro, em torno do CENPES, em grande parte final pela petrobrás.